# Alejandro Daniel Giorgi
Alejandro Daniel Giorgi (ur. 25 stycznia 1959 w Buenos Aires) – argentyński duchowny katolicki, biskup pomocniczy Buenos Aires od 2014.

## Życiorys
Święcenia kapłańskie przyjął 17 listopada 1990 z rąk Antonio Quarracino i został inkardynowany do archidiecezji Buenos Aires. Po rocznym stażu wikariuszowskim został prefektem w archidiecezjalnym seminarium. W 1999 został wicerektorem tej uczelni, a w 2007 objął funkcję jej rektora.
14 lutego 2014 papież Franciszek mianował go biskupem pomocniczym archidiecezji Buenos Aires oraz biskupem tytularnym Summa. Sakry biskupiej udzielił mu 3 maja 2014 metropolita Buenos Aires - kardynał Mario Aurelio Poli.